# 姆希
52°7′56″N 32°24′37″E / 52.13222°N 32.41028°E
姆希（烏克蘭語：Мхи），是烏克蘭北部的村莊，隸屬切爾尼希夫州的諾夫霍羅德-錫韋爾斯基區。該村面積0.23平方公里，海拔高度140米，2001年人口57，人口密度每平方公里247.8人。